# 6572 Карсон
6572 Карсон (6572 Carson) — астероїд головного поясу, відкритий 22 вересня 1938 року.
Тіссеранів параметр щодо Юпітера — 3,392.